# Jakob Steiner
Jakob Steiner (Utzenstorf, 18 marzo 1796 – Berna, 1º aprile 1863) è stato un matematico svizzero.

## Biografia
Nato nel villaggio di Utzenstorf, a 18 anni è allievo di Heinrich Pestalozzi e va a studiare a Heidelberg, quindi a Berlino guadagnandosi da vivere con lezioni private. Dopo la pubblicazione nel 1832 del suo Systematische Entwickelungen riceve, grazie al sostegno di Carl Jacobi al tempo professore a Königsberg, un diploma onorifico da questa università. Sotto l'influenza di Jacobi e dei fratelli Alexander e Wilhelm von Humboldt, viene fondata una nuova cattedra in geometria a Berlino nel 1834 e gli viene assegnata. La occupa fino alla morte, che ha luogo a Berna il 1º aprile 1863.
I lavori matematici di Steiner sono essenzialmente geometrici. Nel suo Systematische Entwickelung der Abhängigkeit geometrischer Gestalten von einander, crea le basi della geometria sintetica moderna. Nello stesso libro troviamo per la prima volta il principio di dualità come conseguenza dei concetti fondamentali di punto, retta, e piano.
In un secondo libro Die geometrischen Constructionen ausgeführt mittels der geraden Linie und eines festen Kreises (1833), ripubblicato nel 1895, mostra come alcuni problemi (quelli del second'ordine) possano essere risolti usando la riga e senza bisogno del compasso, ma solo con l'ausilio di un cerchio disegnato sul foglio. Il libro Vorlesungen über synthetische Geometrie appare postumo nel 1867. Nel 1838 risolse poi per primo il problema isoperimetrico con un processo chiamato simmetrizzazione di Steiner.
Il resto delle opere di Steiner consta di articoli in numerose riviste. I lavori più importanti riguardano le curve e le superfici algebriche. L'articolo Allgemeine Eigenschaften algebraischer Curven (proprietà generali delle curve algebriche) contiene solo dei risultati, senza dimostrazioni, diventando (come il celebre ultimo teorema di Fermat) una raccolta di enigmi per le generazioni future.
Il matematico italiano Luigi Cremona è il primo a completare tutte le dimostrazioni con un metodo sintetico uniforme, in un suo libro sulle curve algebriche.
Si deve inoltre a lui il teorema di Huygens-Steiner per il calcolo del momento d'inerzia
Fra i suoi maggiori contributi: 
- Formula di Minkowski-Steiner,
- studio della curva Deltoide di Eulero,
- Inellisse di Steiner